# Кашенцев, Николай Николаевич
Николай Николаевич Кашенцев (родился 19 июля 1974, Барнаул, Алтайский край, СССР) — советский и российский футболист, нападающий, полузащитник и защитник. Тренер. 
Младший брат футболиста Евгения Кашенцева.

## Карьера
Воспитанник барнаульского «Динамо», за которое играл в 1991—1995 годах. В 1996 году перешёл в нижегородский «Локомотив», игравший на тот момент в высшей лиге. 2 марта в матче против «Балтики» дебютировал в чемпионате России. 3 мая 1997 года в матче против «Алании» забил первый гол в высшей лиге. Всего в чемпионате России сыграл 66 матчей, забил 2 мяча. После первого ухода из «Локомотива» в 2000 году карьера пошла на спад: «Жемчужина» Сочи, возврат в «Локомотив», но уже в Первый дивизион, «Светотехника Саранск» (где перед началом сезона 2002 года получил травму, после восстановления вновь травмировался и пропустил следующий сезон), второй возврат в «Локомотив», но теперь во Второй дивизион, любительский клуб «Торпедо» Павлово, третий возврат в «Локомотив». Завершал карьеру в узбекистанском клубе «Бухара», где на третий год тренировал дубль и помогал тренеру главной команды.
После Узбекистана приехал в Нижний Новгород, устроиться работать детским тренером не удалось. Работал в реабилитационном центре для несовершеннолетних, куда его позвал бывший начальник команды «Локомотив» Игорь Бачурко, а также физруком в школе. В 2010 году тренировавший «Химик» игравший в «Локомотиве» Сергей Передня позвал Кашенцева в Дзержинск, где открывали детскую футбольную секцию при спортклубе «Уран», Кашенцев стал работать там детским тренером. В 2015 году стал главным тренером возрождённого футбольного клуба «Уран» (названия: «Уран-Химик-Тосол-Синтез-дубль» — участник первенства Нижегородской области в первой лиге 2015, «Уран-Академия-ХТС-Д» — участник чемпионата Нижегородской области в высшей лиге 2016). В 2017 году — тренер в «Уране». В 2018 году — главный тренер «Урана». В 2019 году — тренер юниорской команды «Урана». В 2021 году — главный тренер команды «Уран-Салют» (первая лига областного первенства).
В ноябре 2021 года стал и. о. главного тренера «Химика».